# Лондонське Сіті
Ло́ндонське Сі́ті (англ. City of London) — адміністративно-територіальне утворення зі статусом «сіті», церемоніальне графство у центрі регіону Великий Лондон, історичне ядро Лондона, яке сформувалося на основі давньоримського міста Лондиній (лат. Londinium).
Площа у межах Лондонського муру римського походження — 2,9 км², що майже дорівнює квадратній милі; звідси походить прізвисько — «Квадратна миля» (англ. Square mile). На схід від Сіті простягається «пролетарський» Лондон — Іст-Енд, а на захід — більш респектабельний Вест-Енд. Девіз Сіті: «Направляй нас, Господи» (лат. Domine dirige nos).
Має права церемоніального графства і міського району з особливими історичними привілеями: у Сіті є власна поліція, монарх може в'їхати на територію Сіті тільки з дозволу лорд-мера. Сіті з 1695 року наділено правами окремого міста, і у нього є свій уряд (12 керуючих).
Сіті є великим діловим і фінансовим центром, поряд з Нью-Йорком його вважають світовим фінансовим центром; протягом XIX століття Сіті було головним бізнес-центром світу і продовжує залишатися однією зі столиць світового бізнесу й на сьогодні.
Постійно в Сіті проживає близько 7 000 осіб (дані 2011 року), але приблизно 316 700 осіб працюють в ньому, в основному в сфері фінансових послуг. Представники юридичних галузей працюють головним чином на півночі та заході Сіті — особливо в Темпл та Ченсері-Лейн, де розташовані Судові інни. Страхові компанії займають східну частину Сіті.

## Історія

### Лондиній
Вважають, що Лондиній був заснований як торговий порт близько 47 року н. е. Нові поселення і порт були розташовані в долині річки Уолбрук. Приблизно в 60 або 61 році Лондиній зруйнували іцени на чолі з їх королевою Боудіккою. Проте Лондиній швидко відновили. Нове місто стало процвітаючим і зазнало швидкої розбудови й до кінця I століття воно було найбільшим населеним пунктом римської Британії, а вже до початку II століття, змінивши Камулодун, стало її столицею.
У період розвитку римського міста в ньому жило 45 000–60 000 осіб. У 190–225 роках римляни побудували Лондонський мур. Межі сучасного Сіті багато в чому визначені старими римськими межами, хоча Лондініум не мав ніяких прав на захід від брами Ладгейт і річки Фліт, тим більше що Темза була ширше в той час, і тому берегова межа римського міста була на північ від сьогоденної. Міст через річку побудували близько 50 року по Р. Х. Його розташування поруч з сучасним Лондонським мостом.
На час будівництва римського муру Лондон переживав занепад. Великі ушкодження йому завдали пожежі та епідемії чуми. У Римській імперії почався довгий період нестабільності і руйнувань, у самій Британії проти римської влади повстав Караузій. У III та IV століттях нашої ери Лондон часто зазнавав нападів пиктів, скоттів і саксів. У 410 році від Р. Х. римляни покинули Британію. Багато римських громадських будівель у Лондинії вже на той час перебували в занепаді і їх мало використовували, а після цього, ймовірно, виявилися покинутими. Центр життя і торгівлі перемістився на захід від Лондинія у Люнденвік.

### Англосаксонський період

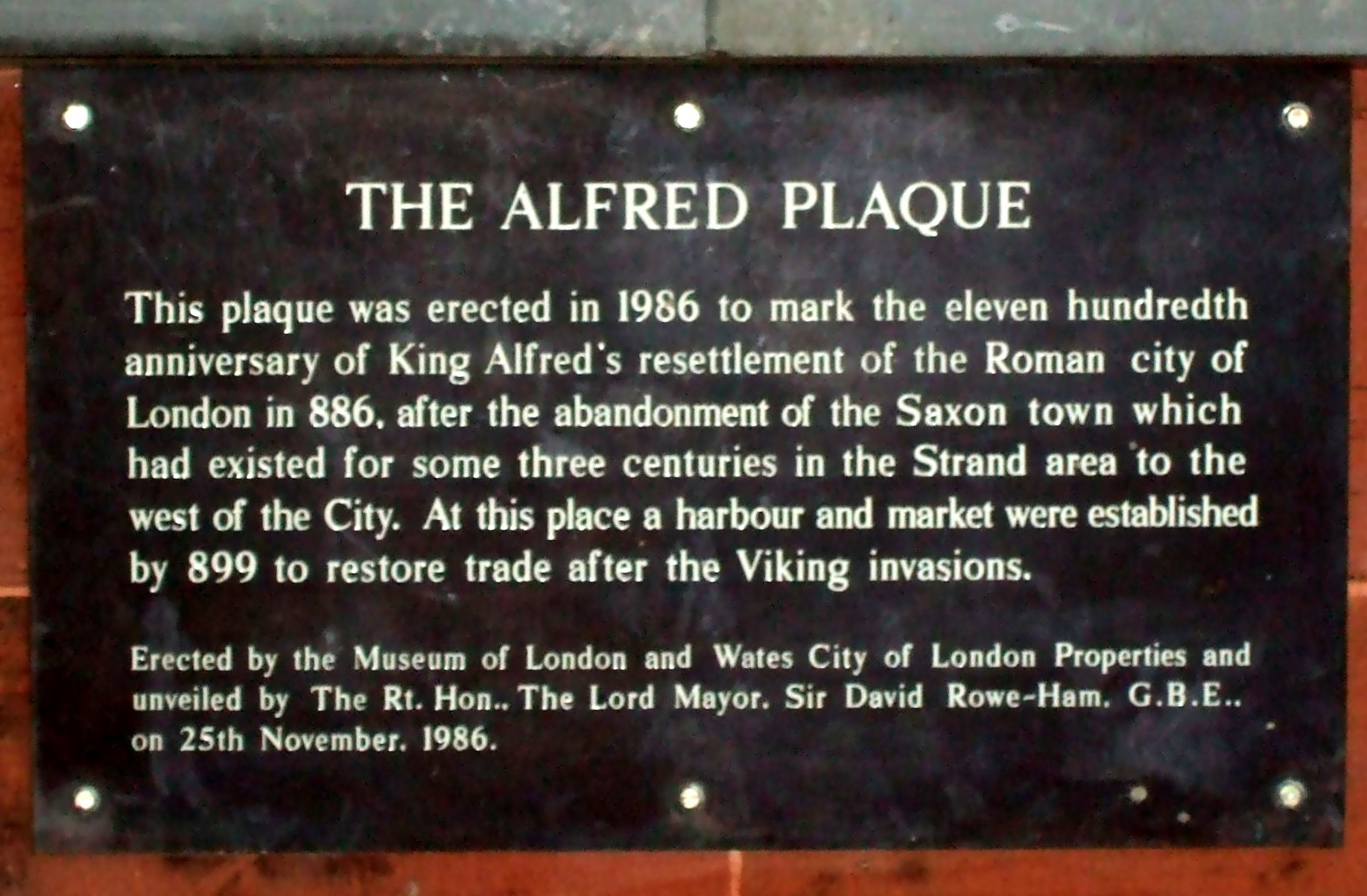
Табличка на честь відновлення Лондонського Сіті англосаксами.

Альфред Великий, король Вессексу і перший король «англійців», зайняв і почав заселяти територію всередині римських мурів. У 886 році він призначив свого васала короля Мерсії Етельреда II панувати над ним. Жителі переселялися з англосаксонського поселення Люнденбург («Лондонський порт») у межі римських стін. «Реконструкція» при Альфреді включала в себе відновлення римських фортець, будівництво набережної уздовж Темзи і прокладку нових вулиць..
У X столітті Етельстан дозволив існування в Лондоні восьми королівським монетним дворам, тоді як у місті Вінчестер, столиці Англії, їх було всього шість, що говорить про те, що Лондон мав велике значення. Лондонський міст, який прийшов в занепад і зазнав руйнації після відходу римлян, був перебудований саксами, але періодично зазнав руйнування під час набігів вікінгів.

### Високе середньовіччя та початок Нового часу

Мапа Лондона в 1300 р.

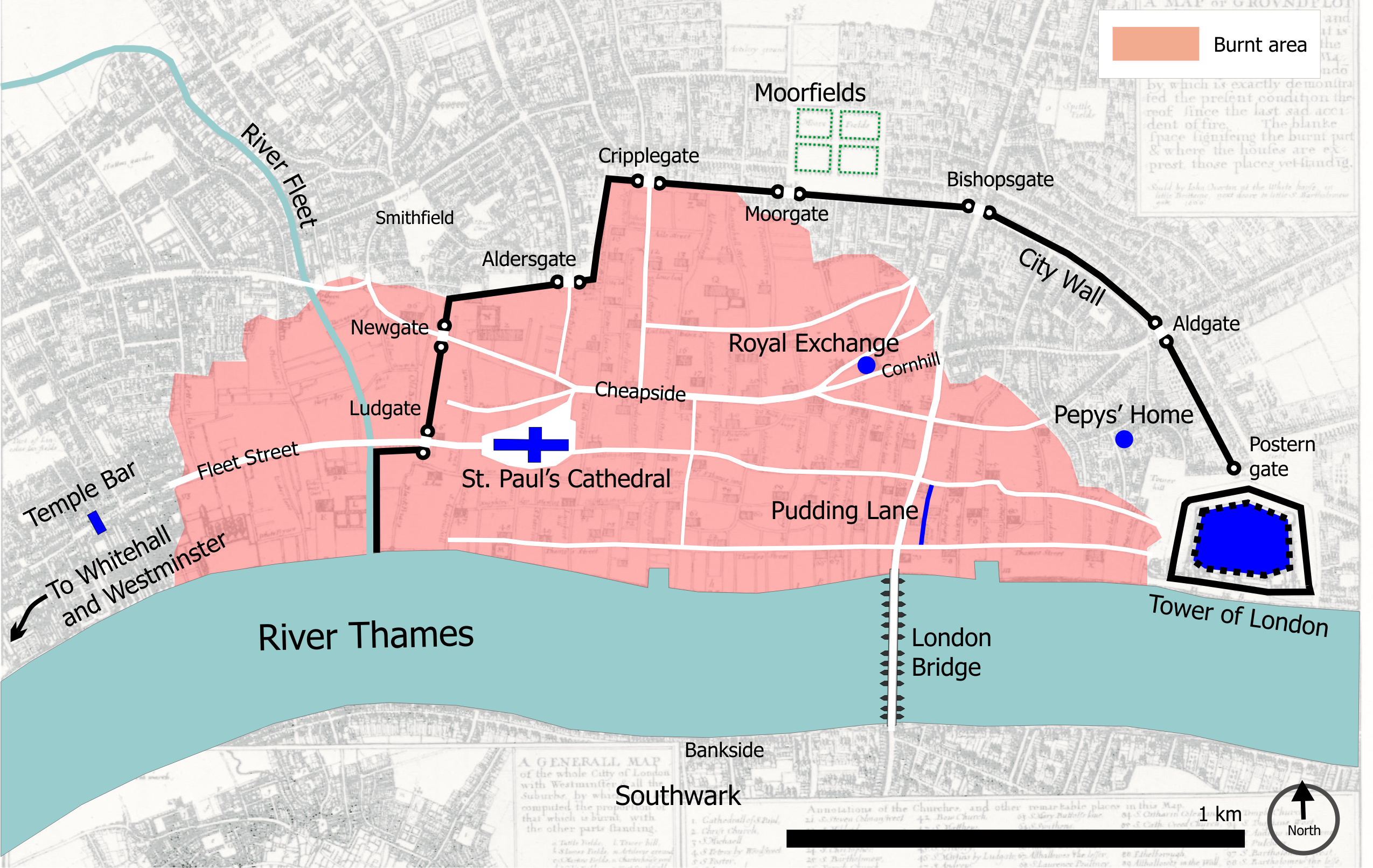
Мапа, що показує територію поширення великої лондонської пожежі.

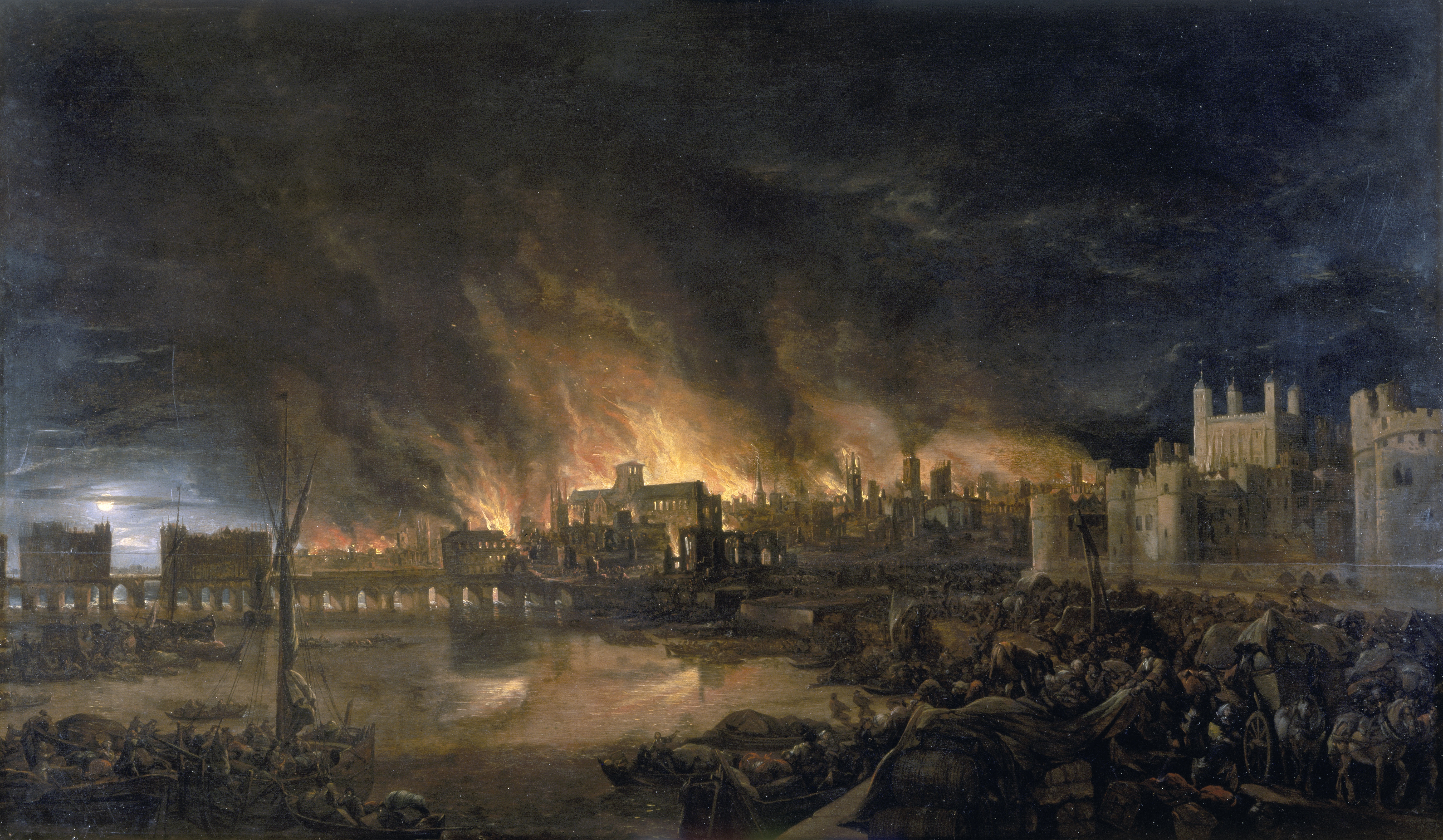
В 1666 році пожежа знищила 80 % міста.

Після битви при Гастінгсі, Вільгельм I Завойовник рушив на Лондон з боку Саутерку, але йому не вдалося ні захопити Лондонський міст, ні зломити дух лондонців. Врешті-решт він переправився через Темзу в Валлінгворді і розграбував навколишні землі. Аби не допустити продовження війну, Едгар Етелінг, Едвін з Мерсії та Моркар нортумбрійський здалися Вільгельму у Беркхемстеді. В 1075 році Вільгельм видав спеціальний статут для жителів Лондона; Лондонське Сіті залишалося містом, не до кінця підвладне новому уряду. Територію Сіті не враховано у книзі страшного суду.
У 1130 році Генріх I ввів посаду шерифа, який контролює жителів Лондона разом із графством Мідлсекс; це не значило те, що Сіті потрапляло до залежності від графства, але тільки те, що дві ці одиниці адміністративно розглядалися як одна — до прийняття в 1888 році закону про місцеве самоврядування. З 1141 року громадяни Сіті становлять єдину спільноту. Ця «комуна» перетворилася в лондонську міську корпорацію. Громадяни отримали право обирати мера за згодою короля в 1189 році — і самостійно в 1215 році.
Сіті має поділ на 25 старих адміністративних районів, кожен був під орудою олдермена. Тінг також формально проводили. Багато з середньовічних традицій продовжують існувати і до цього дня, демонструючи унікальність Сіті і його корпорації.
Декілька разів місто зазнала жахливі пожежі, одні з найважчих трапилися в 1123 році і знову в 1666 році, коли сталася Велика лондонська пожежа. Після пожежі 1666 року було складено декілька планів з перепланування вулиць міста і перебудови його в стилі ренесансу з площами і бульварами. Ці плани не були приведені в життя, і середньовічне планування міста збереглося майже в первісному вигляді.
До кінця XVI століття Лондон став великим центром банківської справи, міжнародної торгівлі та комерції. У 1565 році сер Томас Грешем заснував Королівську біржу, що стала центром торгівлі для лондонських ділків та отримала королівське заступництво в 1571 році. Хоча вона втратила своє первинне значення, але й в наш час ріг Корнхгілл і Треднідл вважають географічним центром банківських і фінансових послуг в Сіті, поряд з Банком Англії, який з 1734 року розташовано навпроти біржі.

### Розбудова Лондона

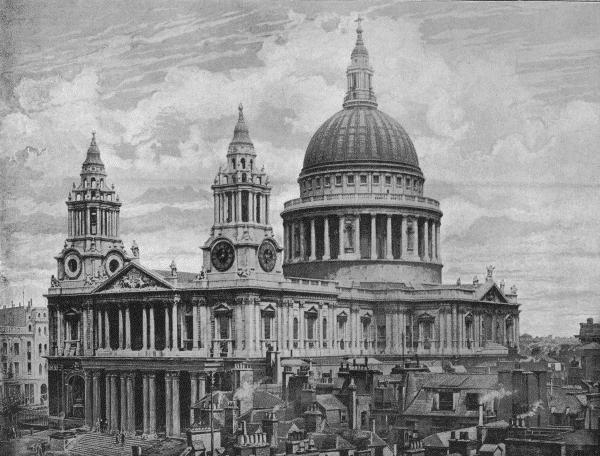
Собор Святого Павла в 1896 році.

XVIII століття було періодом швидкої розбудови Лондона, що відбиває збільшення чисельності населення, ранні паростки промислової революції і роль Лондона, як столиці Британської імперії. Міські райони мали розбудову за межі Сіті, особливо в Вест-Енд та Вестмінстер.
У 1708 році в день народження Крістофера Рена завершили спорудження його шедевру, собору Святого Павла. Проте перша служба в соборі пройшла 2 грудня 1697 року більш ніж за 10 років до закінчення будівництва. Ця споруда замінила оригінальний собор Св. Павла, знищений під час великої пожежі 1666 г. Його вважають одним з кращих прикладів архітектури бароко Великої Британії.
У XIX столітті було продовжено розбудову Лондона. У східному лондонському порту все століття будували доки, необхідні місту, так як старий порт вже не міг впоратися з обсягом торгівлі. Поява залізниць і метро збільшило можливості Лондона до розширення.
До середини XIX століття Сіті стало лише невеликою частиною зростаючого мегаполіса.

### XX століття
У 1894 році була безуспішно прийнята спроба об'єднати Сіті і довколишнє графство Лондон. Лондонське Сіті вижило і існує до сьогодення, незважаючи на зростання Лондона і численні реформи місцевого управління. Що до представництва в парламенті, то жителі Сіті обирали чотирьох членів нереформованої палати громад навіть після прийняття закону про вибори 1832 року й протягом XX століття. На початок XXI століття Сіті входить в один виборчий округ з Вестмінстером і члени парламенту обираються спільно.
Населення Лондона значно скоротилося у XIX столітті та продовжувало зменшуватися й у XX столітті через те, що люди переїжджали з Лондона у передмістя і багато будинків зносили для побудови сучасних офісних будівель. Найбільша житлова частина Сіті — Барбікан — побудована в 1965—1976 роках. Там живе більшість населення Сіті.
Сіті, як і багато інших районів Лондона та інших британських міст, зазнало великомасштабних і вельми руйнівних повітряних бомбардувань під час Другої світової війни. Зараз це відомо як лондонський бліц Собор Святого Павла залишився цілим, але багато частин Сіті було зруйновано. Особливо важкі рейди наприкінці грудня 1940 року призвели до вогненного смерчу, який отримав назву «другої великої лондонської пожежі». Перше десятиліття після війни було присвячено відновленню Сіті. У деяких районах (наприклад в Барбікан) різко змінився міський ландшафт. Замість зруйнованих історичних будівель будували великомасштабні, сучасні офіси. Проте, у частині Сіті, що не сильно постраждало від бомбардувань зберегли багато історичних будівель. Вуличне планування, багато в чому зберегло середньовічний характер, змінилася не набагато, хоча виразно присутні повоєнні модерністські зміни, внесені, наприклад, у Патерностер-сквер.
В 1970-х розгорнулося будівництво високих офісних будівель, наприклад 183-метрова, 47-поверхова Вежа-42, перший хмарочос у Великій Британії.
Будівництво офісних приміщень відбулось в центральних, північних і східних частинах Сіті, де розташовані Хмарочос Мері-Екс та Ерон-Тауер.

## Герб, девіз та прапор

Прапор Сіті

Герб Сіті

Корпорація лондонського Сіті має повний герб, що складається з щита, на якому розташовуються смуги, нашоломнику, щитотримачів у вигляді драконів з кожного боку і девізу під щитом
Герб Сіті з'явився в «незапам'ятні часи» у геральдичній палаті. Його вже використовували в 1381 році, так як став частиною нового оздоблення мерії, встановленого 17 квітня того року. Цей герб мав білий щит з червоним хрестом і прямим червоним мечем у першій чверті. Оздоблення поєднувало в собі символи двох святих покровителів Лондона та Англії: хрест святого Георгія та меч — символ мучеництва святого Павла. Герб 1381 роки замінив більш ранній, знайдений в статуті 1319 року, на якому зображено святого Павла, що тримає меч. Існує помилкова думка про те, що меч може бути символом вбивства лордом-мером Лондона Вільямом Волвортом ватажка селянського повстання Вота Тайлера. Проте герб був введено ще за декілька місяців до цієї події, і меч не може ототожнюватися з кинджалом Волворта.
Нашоломник і щитотримач з'явилися в XVII столітті, але до 30 квітня 1957 року використовувалися неофіційно, поки не були підтверджені геральдичної палатою.
Нашоломник є короною, з якої виходить драконівське крило, що несе хрест святого Георгія. Воно позначає владу перів королівства. Перший варіант нашоломнику з'явився в 1539 році на новій печатці уряду. Він являв собою якийсь дивний об'єкт з хрестом. Згодом він перетворився в драконівське крило, і саме в такому вигляді в 1633 році його зображали на гербі на фронтиспісі четвертого видання книги Джона Стоу «Огляд Лондона». Офіційно використання нашоломнику підтвердили в 1957 році. Проте існують більш ранні герби, на яких вже представлено нашоломник, що відносять до часу Стюартів або григоріанського періоду.
На печатці 1381 року щит підтримують два леви. Але до 1609 року це вже два справжніх Щитотримачі, два білих дракони з червоними хрестами на крилах. Ймовірно, дракони з'явилися під впливом легенди про святого Георгія і дракона.
Девіз Сіті написано латиною і звучить як «Domine dirige nos», що можна перекласти як «Господи, скеровуй нас». Він був прийнятий в XVII столітті, а найперші його згадки датують 1633 роком.
Малюнок щита також є малюнком прапора.

## Уряд

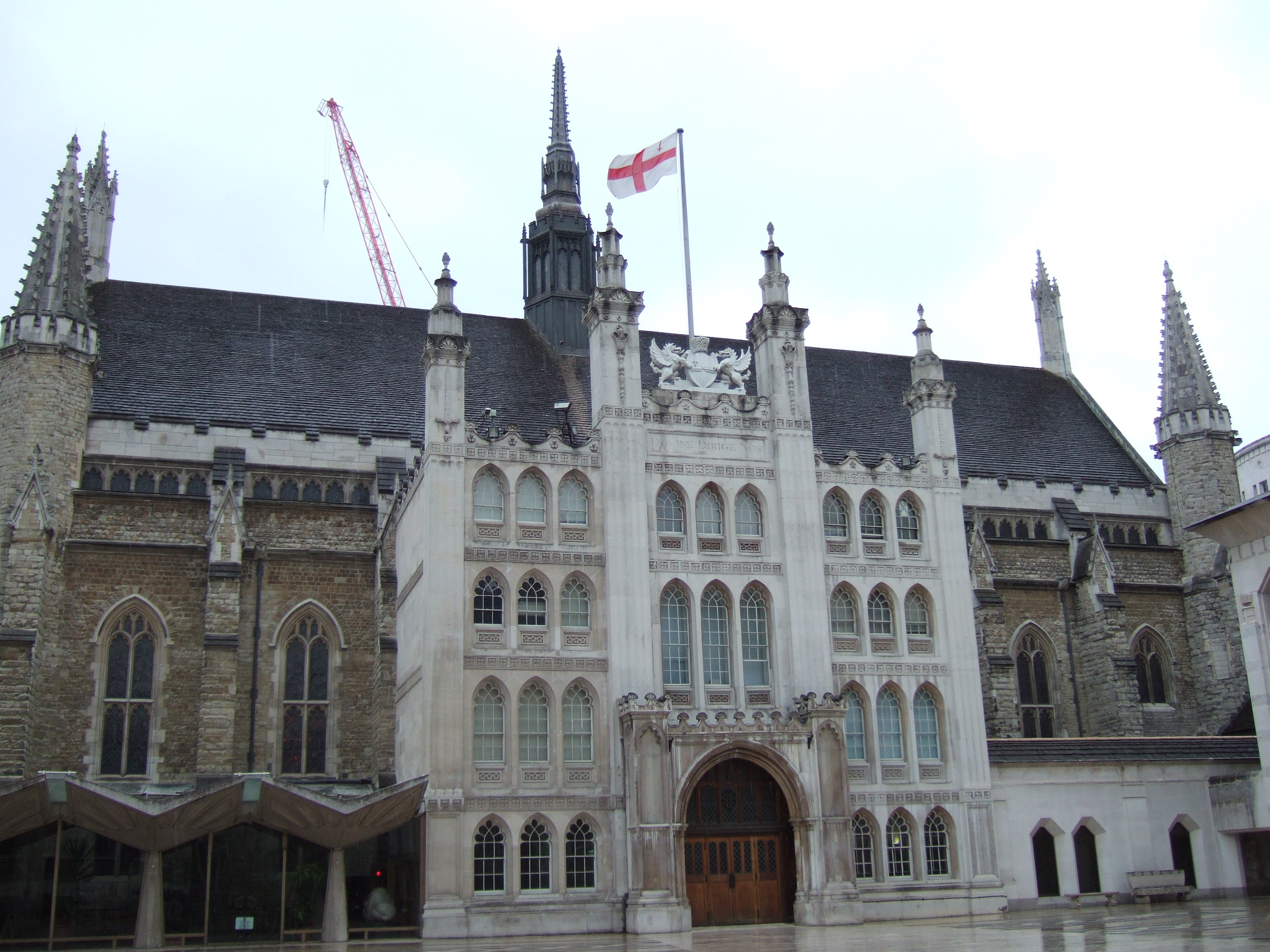
Ґілдголл — церемоніальний та адміністративний центр Сіті.

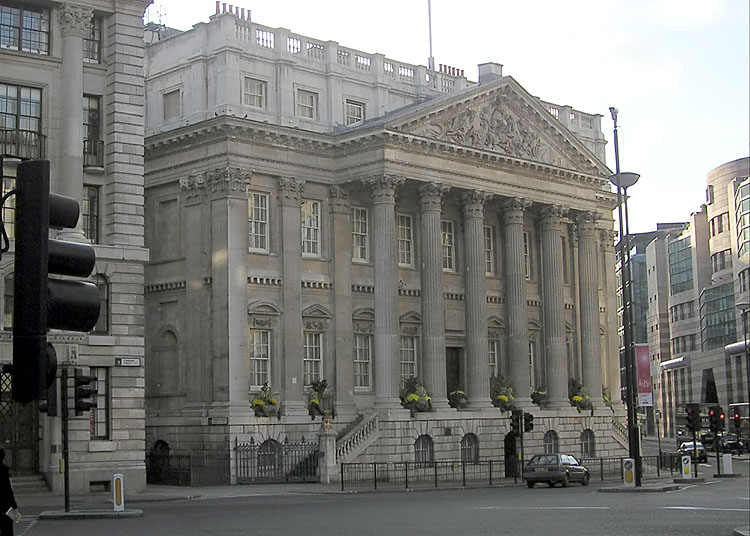
Меншн-гаус — офіційна резиденція лорда-мера.

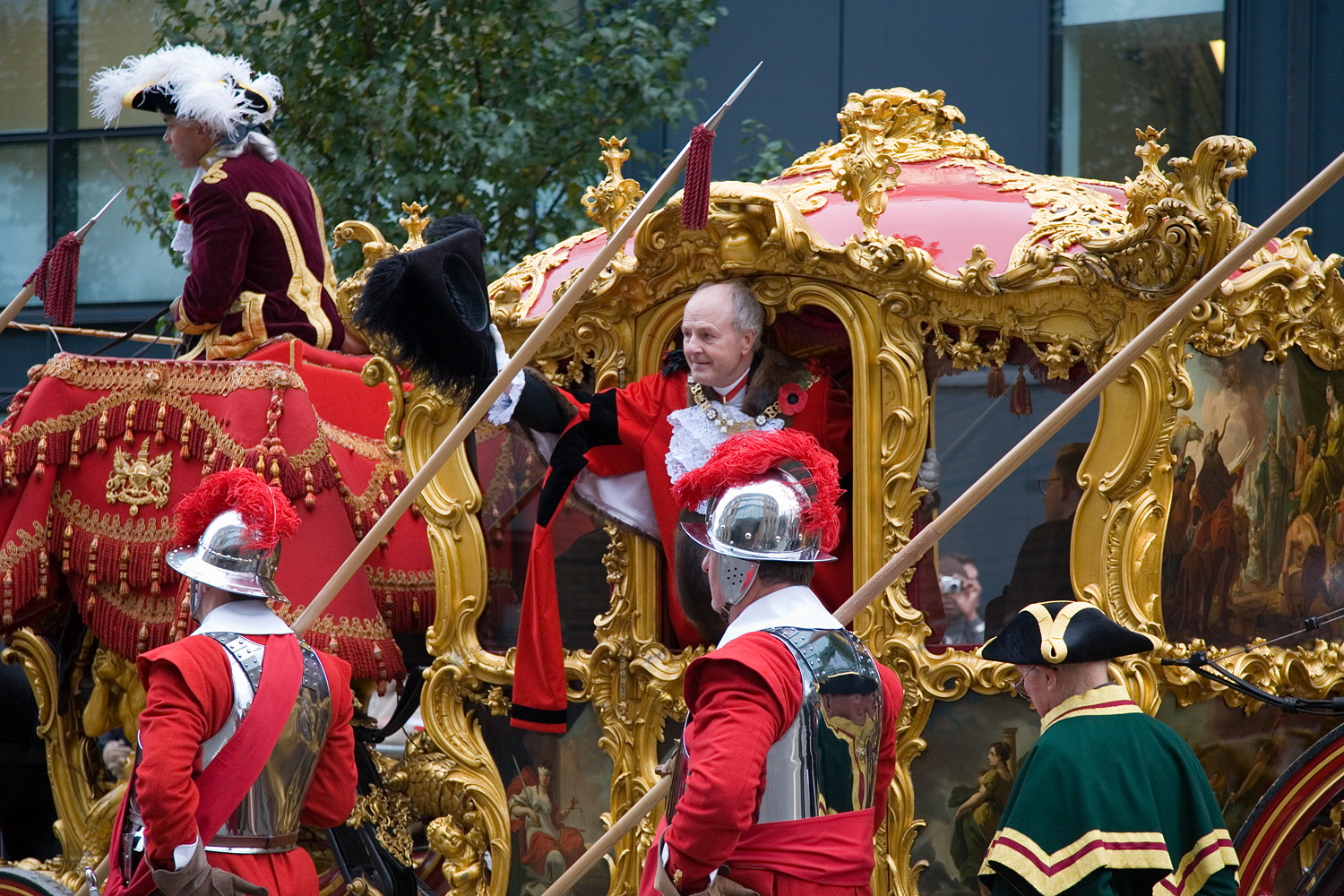
Лорд-мер лондонського Сіті Джон Стюттард на параді на честь лорда-мера У 2006 р.

Лондонське Сіті має унікальний політичний статус, що простежується з часів англосаксів і відбиває його особливі відносини з короною. Історично система управління Сіті не є чимось незвичайним, але її не змінив закон про муніципальну реформу 1835 року і ненабагато поміняли пізніші реформи.
Сіті є під орудою Муніципальної корпорації лондонського Сіті, очолюваної лорд-мером Лондона (не варто плутати з недавно створеною посадою мера Лондона), якого вважають очільником Сіті та представляє інтереси жителів за його межами. На відміну від інших сучасних англійських органів місцевого самоврядування корпорація ділиться на дві ради: на (в основному церемоніальну) раду Олдерменів і міську раду. Рада Олдерменів обирається від районів, від кожного району (незалежно від розміру) обирається один Олдермен.
Сіті — церемоніальне графство, хоча замість лорд-лейтенанта в ньому існує комісія намісника, очолювана лордом-мером. У Сіті також є два шерифи.
Лорда-мера, шерифів та деяких інших посадових осіб обирає особливий виборчий орган — Загальний зал. У нього входять найстаріші члени так званих ліврейних компаній (спадкоємці середньовічних професійних цехів).

### Адміністративні округи
Сіті складається з 25 округів, сучасні межі яких встановлені У 2003 році, хоча їх кількість і назви залишилися колишніми. Це залишки старої державної системи, що дозволяє маленьким районам існувати окремо у межах більшого міста. Вони існують окремо у виборчих і політичних питаннях, а також як церемоніальні, географічні та адміністративні підрозділи. Кожен округ має олдермена, який раніше обирався довічно, а тепер має переобиратися кожних 6 років. Округи всі також мають Бідла. Ця стара посада в наш час носить скоріше церемоніальний характер, а функції управління в основному несе на собі Вордмоут, щорічні збори виборців, представників і офіційних осіб (збори відбуваються в кожному окрузі окремо).
Поділ на округи дуже старий звичай, та їх кількість змінювали тільки 3 рази: 1394 році Фаррінгтон розділили на зовнішній та внутрішній; у 1550 році крім Бриджу внутрішнього був створений Бридж зовнішній; і в 1978 році ці два округи злилися в єдиний Бридж.
На початок XXI століття кожна палата обирає Олдермена до ради олдерменів та людей до загальної ради корпорації. Кількість людей, що округ посилає до ради Сіті (від 2 до 10), залежить від його розміру (не географічного), а чисельності населення, що має право голосу.

### Вибори
У Сіті існує унікальна виборча система. Велика частина виборців — бізнесмени, а також компанії, розташовані в Сіті. У різних виборчих округах, сформованих ще в середньовіччі, голосують нерівна кількості людей. У виборах беруть участь як працюють в Сіті бізнесмени, так і що проживають на її території.
Основною причиною голосування людей, що не проживають у Сіті, є те, що вдень населення Сіті становить близько 330 000 осіб, які і користуються найбільшою кількістю послуг, що надаються, на противагу постійно 7000, що проживають там. Проте, система виборів тривалий час була предметом суперечок. Голосування за принципом працюючих було скасовано на всіх інших британських виборах в органи місцевого управління в 1969 році.
У 2002 році акт парламенту реформував систему голосування для обрання членів муніципальної корпорації лондонського Сіті. Відповідно до нової системи, кількість що не проживають виборців зросла з 16000 до 32000. Раніше безправні фірми отримали право не тільки голосування, але і висунення своїх кандидатур на вибори.
Компанії з кількістю менше 10 співробітників можуть висунути 1 особу; від 10 до 50 можуть висунути одного кандидата від кожних 5 співробітників; а ті, де працюють понад 50 чоловік можуть висунути 10 кандидатур і ще по додатковому від кожних 50 осіб.
Така форма голосування давно скасована в інших частинах Великої Британії. Її противники стверджують, що вона є причиною інституційної інерції.

### Обов'язки Корпорації

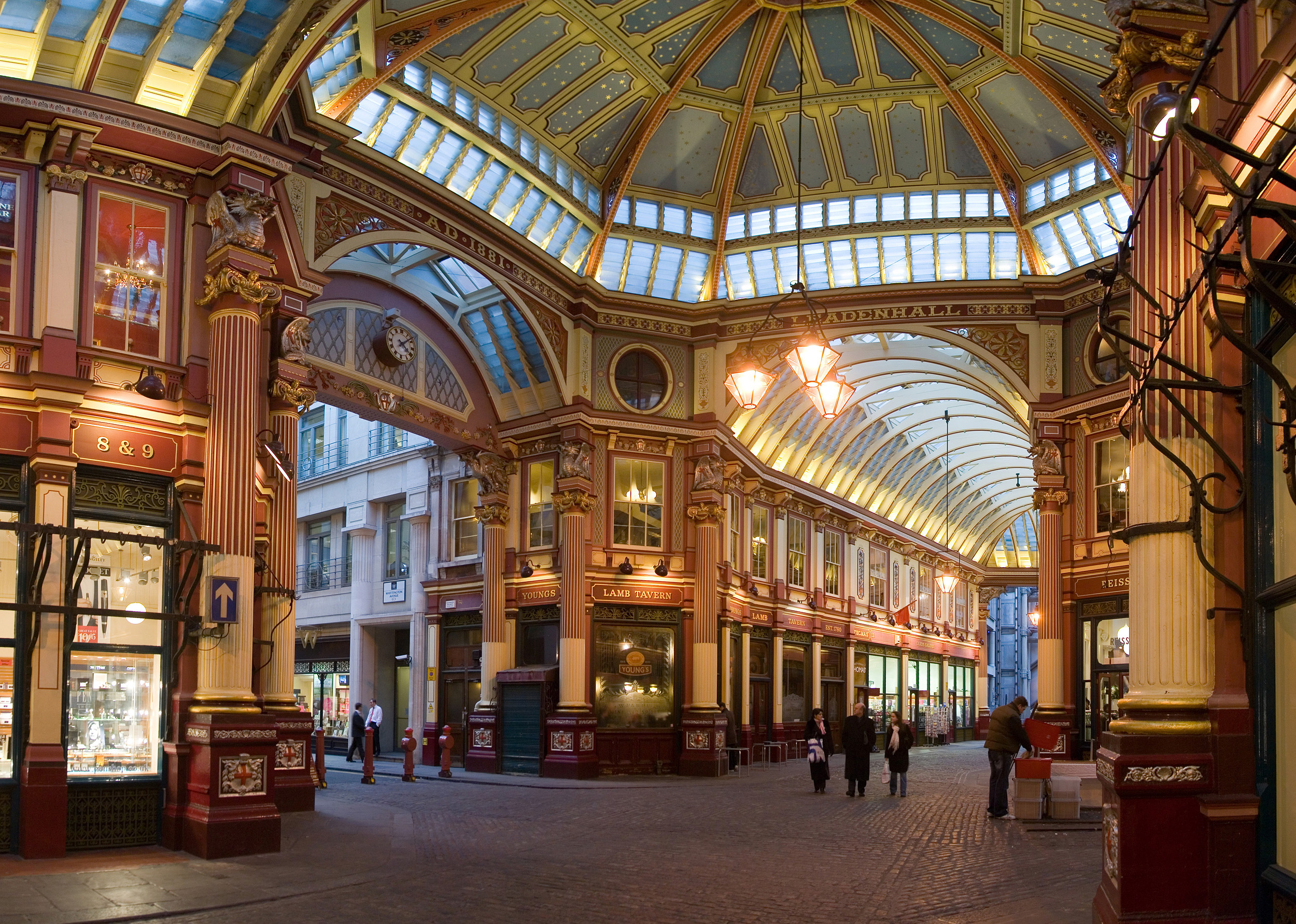
Ліденголльський ринок — історичний ринок на Грейсчерч-стріт

Корпорація володіє двома ринками в межах Сіті — Сміефілд-маркет та Леденхолл-маркет. У власності корпорації перебуває декілька місцин за межами Сіті, включаючи різні парки та ліси в околицях Великого Лондона, а також більшою частиною Еппінг-форест, Хемпстед-Хіт, а також безліччю публічних місць у Північній Ірландії, навіть почесним ірландським товариством. Також у її власності Старий Спітафілдський ринок та Біллінсгейтський рибний ринок, що розташовані у сусідньому з Сіті лондонським боро, Тауер-Хемлетс. Корпорація також є власником і спонсором Олд-Бейлі, центрального кримінального суду Англії та Уельсу.
У Сіті є своя власна незалежна поліція, Поліція Лондонського Сіті. Решту Великого Лондона охороняє міська поліція, що базується у новому Скотланд-Ярді. У Сіті розташована одна лікарня — Шпиталь Святого Варфоломія, відомий також як Бартс. Шпиталь відкрито у 1123 році.

## Географія
Лондонський Сіті — найменше за популяцією і площею англійське церемоніальне графство та четверте за щільністю населення. З 326 англійських дистриктів він другий найменший за населенням після Сіллі і найменший за площею. Лондонський Сіті також другий найменший за населенням британський сіті після Сент-Дейвідсу в Уельсі.

### Межі

Межі Лондонського Сіті. Межі, що були до 1994 року, вказані червоним

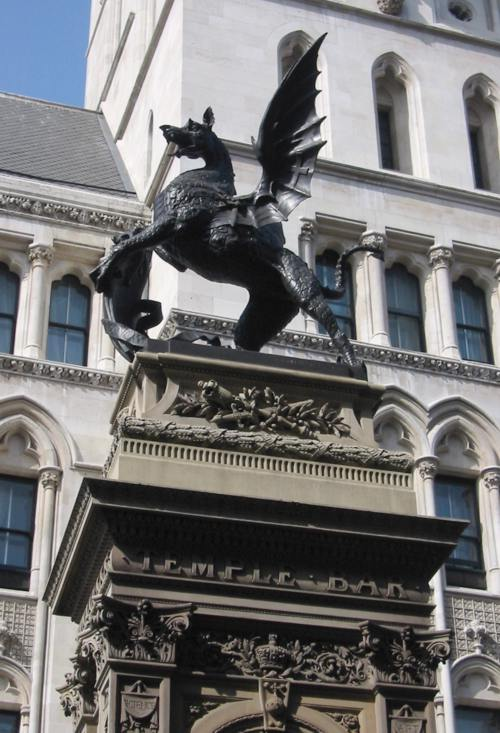
Дракон на в'їзді у Сіті з боку Темпл-Бара

Із заходу, де Сіті межує з Вестмінстером, межа перетинає набережну Вікторії у напрямку від Темзи, прямує західніше Міддл-Темпл, потім повертає вздовж Стренд і потім на північ по Ченсері-Лейн, де Сіті межує з Кемденом. Межа прямує на схід уздовж Голборн до Голборн-Циркус і потім на північний схід по Чатергаус-стріт. На розі Чатергаус-стріт та Фаррінгдон-роад Сіті межує з Іслінгтон. Межа прямує на північ по Олдерсгейт і повертає на схід, стаючи Госвелл-роад. Захід Балтік-стріт — найпівнічніша точка Сіті. Межа включає весь Барбікан і прямує на захід уздовж Ропермейкер-стріт і її продовження на іншій стороні Мургейту. Потім вона прямує на північ до межі з Хакнеєм, потім на схід, на північ, знову на схід по закутках, північну межу що утворює Воршип-стріт, що обмежує будинки Бродгейта. Потім межа повертає на південь до Нортон-фолгейт, де Сіті межує з Тауер-Гемлетс. Вона прямує на південь, обмежуючи Бішопгейт, і деякий час прямує то на південь, то на південний схід по Міддлсекс-стріт. Потім вона повертає на південний захід, перетинає Міноріес, відсікаючи від Сіті Тауер, а потім досягає Темзи. Потім межа Сіті прямує по середині річки.

### Сквери та вуличні скульптури

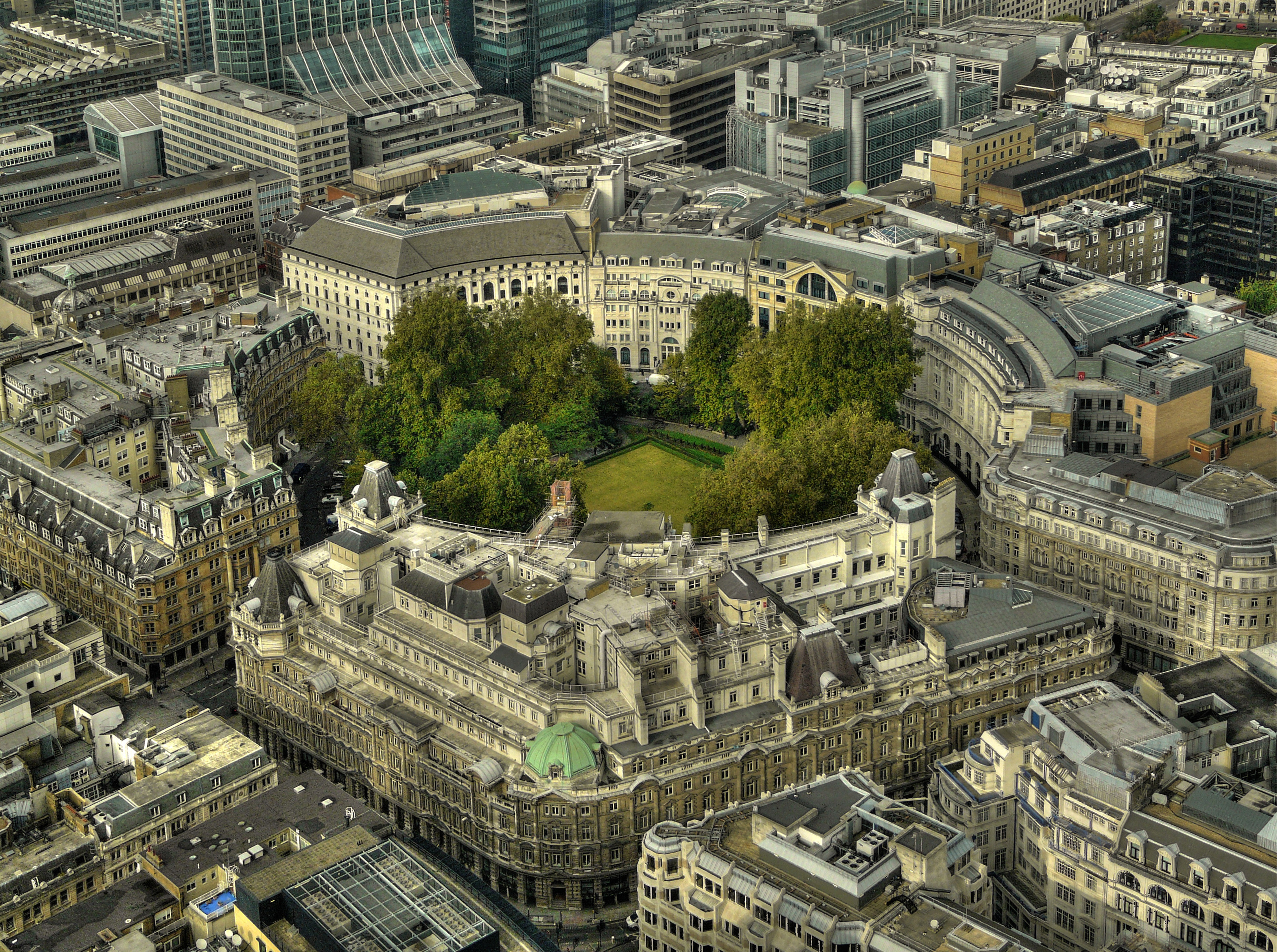
Площа Фінсбері, найбільше відкрите публічне місце в Сіті, вид з вежі-42

В межах Сіті немає значних парків, але є декілька скверів і відкритих просторів, багато з яких утримаються корпорацією. Вони варіюються від справжніх скверів, таких як площа Фінсбері, до церковних садків. Водні об'єкти і твори мистецтв часто розташовані на території дворів..

### Клімат
Історично, найближчою метеостанцією був Лондонський погодний центр, розташований на розі Кінгсвей та Холборн, але спостереження припинилися У 2010 році. Зараз офіційні дані надає Сент-Джеймс-парк.
Сіті розташовано в зоні океанічного клімату (за Кеппеном «Cfb»). Середня температура в ньому трохи вище, ніж на околицях. Наприклад, у серпні середній мінімум температури в Сіті становив 14,7 °C, тоді як в Гринвічі і Незроуві 13,3 °C,а в Уїслї 11,6 °C. Всі дані відносяться до періоду спостережень 1971—2000 років.
| Клімат Лондонського Сіті 1971–2000, 43m asl | Клімат Лондонського Сіті 1971–2000, 43m asl | Клімат Лондонського Сіті 1971–2000, 43m asl | Клімат Лондонського Сіті 1971–2000, 43m asl | Клімат Лондонського Сіті 1971–2000, 43m asl | Клімат Лондонського Сіті 1971–2000, 43m asl | Клімат Лондонського Сіті 1971–2000, 43m asl | Клімат Лондонського Сіті 1971–2000, 43m asl | Клімат Лондонського Сіті 1971–2000, 43m asl | Клімат Лондонського Сіті 1971–2000, 43m asl | Клімат Лондонського Сіті 1971–2000, 43m asl | Клімат Лондонського Сіті 1971–2000, 43m asl | Клімат Лондонського Сіті 1971–2000, 43m asl | Клімат Лондонського Сіті 1971–2000, 43m asl |
| Показник                                    | Січ.                                        | Лют.                                        | Бер.                                        | Квіт.                                       | Трав.                                       | Черв.                                       | Лип.                                        | Серп.                                       | Вер.                                        | Жовт.                                       | Лист.                                       | Груд.                                       |                                             |
| Середній максимум, °C                       | 8,3                                         | 8,5                                         | 11,1                                        | 13,5                                        | 17,1                                        | 20,0                                        | 22,6                                        | 22,5                                        | 19,3                                        | 15,3                                        | 11,2                                        | 9,1                                         |                                             |
| Середній мінімум, °C                        | 3,7                                         | 3,4                                         | 5,0                                         | 6,4                                         | 9,4                                         | 12,3                                        | 14,6                                        | 14,7                                        | 12,5                                        | 9,6                                         | 6,2                                         | 4,7                                         |                                             |
| ------------------------------------------- | ------------------------------------------- | ------------------------------------------- | ------------------------------------------- | ------------------------------------------- | ------------------------------------------- | ------------------------------------------- | ------------------------------------------- | ------------------------------------------- | ------------------------------------------- | ------------------------------------------- | ------------------------------------------- | ------------------------------------------- | ------------------------------------------- |

## Державні послуги

### Поліція та безпека
У Сіті діє власна поліція Лондонського Сіті, окрема від Metropolitan Police Service, що захищає весь інший Великий Лондон. У підпорядкуванні поліції Сіті перебуває 3 поліційних дільниці, розташованих на Сноу-Хілл, Вуд-стріт та Бішопгейт. На службі є 813 офіцерів поліції, 85 спеціальних констеблів і 48 офіцерів підтримки. Поліція, що працює лише на території Лондонського Сіті, є найменшою на території Англії та Уельсу як за географічною площею, так і за кількістю офіцерів.
Поліціянти одягнуті темно-сині мундири як під час чергування, так і вдома. Для відмінності чергових офіцерів вони мають носити наручні пов'язки з біло-червоними смугами. Особистий номер у поліціянтів Сіті не білий, як у столичних полісменів, а жовтий — тризначний у констеблів і двозначний у сержантів. Також під час патрулювання поліціянти надягають шоломи прусського зразка.
Сіті грає роль фінансового центру Сполученого Королівства і займає одне з найважливіших місць в економіці країни, збираючи близько 2,5 % від валового національного продукту Великої Британії,. Через це воно і стало мішенню політичного насильства. На початку 1990-х Тимчасова ІРА організувала вибухи декількох бомб в Сіті, таких як Бішопгейтський вибух 1993.

### Пожежна служба
У Сіті спостерігається великий ризик виникнення пожежі, особливо у Соборі Святого Павла, Олд-Бейлі, Меншен-гаусі, Ґілдголлі та у численних висотних будівлях. У Сіті є тільки одна пожежна станція в Доугейті В основному Сіті покладається на пожежні служби навколишніх районів. Всього за 2006/2007 рік відбулося 1814 випадків виникнення пожежі — найменше число серед лондонських боро. У 2003–2007 році не трапилося жодної смерті під час надзвичайних подій, зокрема, через пожежі.

## Демографія

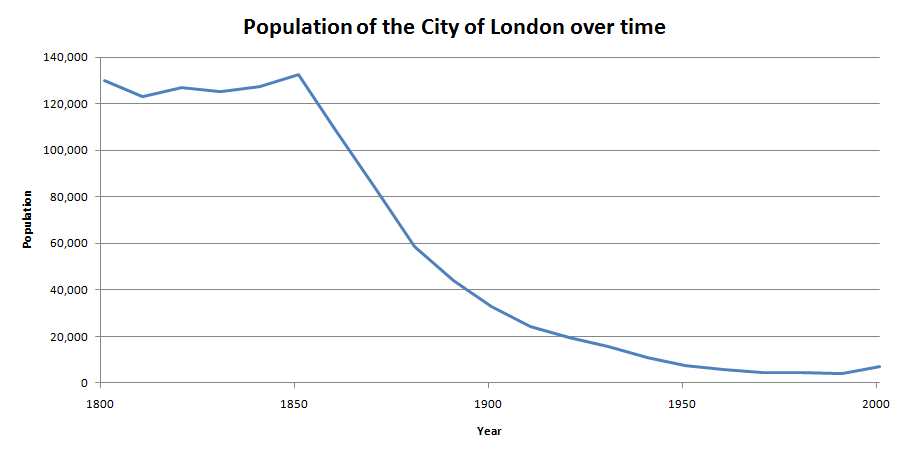
Населення між 1800 і 2000 роком

За даними, опублікованими Office for National Statistics, У 2011 році в Сіті проживало близько 7 000 осіб; приблизно стільки ж проживало під час перепису У 2001 році. У 2001 році етнічні групи в складі населення розподілялися так: 84,6 % — білі, 6,8 % — індо-пакистанці, 2,6 % — чорношкірий, 2,3 % — змішані раси, 2,0 % — китайці та 1,7 % — інші групи. Праворуч представлений графік чисельності населення Сіті з 1801 року на основі десятирічних переписів. У першій половині XIX століття чисельність стабільно тримається на рівні 120 000—140 000 осіб, однак вона різко знизилася з 1851 по 1991 рік і лише трохи зросла між 1991 і 2001 роком.
Люди, що працюють в Сіті, мають вищий середній тижневий валовий дохід, ніж люди у Лондоні та Великої Британії (Англія, Уельс та Шотландія): £ 773.30 в порівнянні з £ 598.60 і £ 491.00 відповідно. Проте існує значна гендерна нерівність у заробітках (£ 1,085.90 у чоловіків і £ 653.50 у жінок). За результатами перепису 2001 року Сіті значно виділяється серед 376 районів Англії та Уельсу. У Сіті найбільше (пропорційно до загальної кількості сімей) число сімей без автомобіля або фургона, людей-одинаків, людей з вищою освітою і найвищий показник перенаселеності. Також Сіті лідирує серед районів Великого Лондона за чисельністю атеїстів та зайнятих осіб.

## Економіка

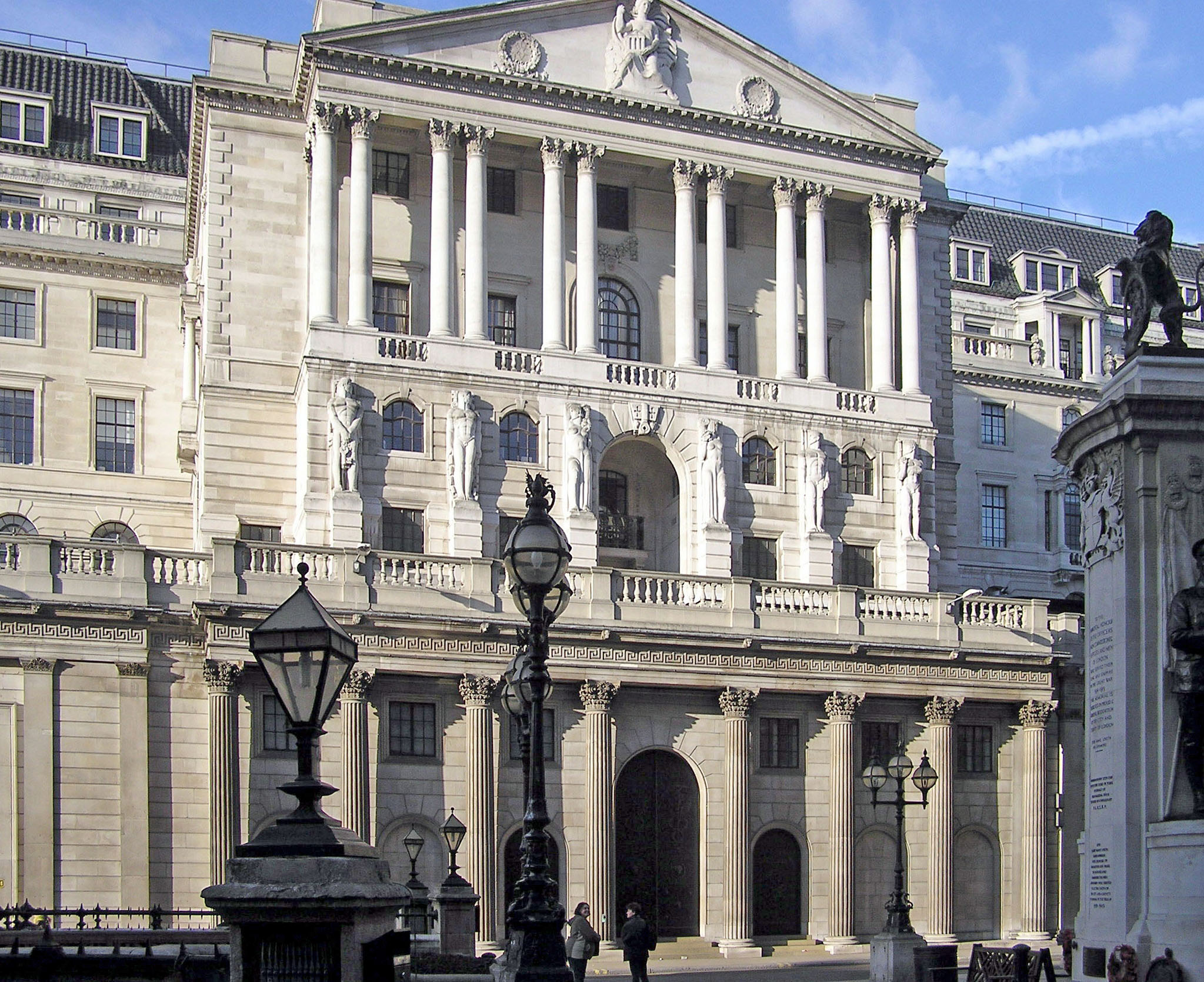
Банк Англії на Триднідл-стріт, центральний банк Великої Британії.

Як і Нью-Йорк, Сіті є однією з фінансових столиць світу; тут розташовані штаб-квартири багатьох банків і страхових установ, Лондонська фондова біржа (акції і облігації), і Lloyd's of London (страхування) та банк Англії. У Сіті знаходяться офіси понад 500 банків, і він є визнаним лідером по торгівлі єврооблігаціями, валютного обміну, підписанню ф'ючерсних контрактів і глобальному страхуванню. У 2009 році ВВП Лондонського Сіті склав 2,4 % від ВВП Великої Британії.
Лондон є найбільшим у світі валютним ринком, причому більша частина торгів відбувається у Лондонському Сіті. За даними 2009 року, з $ 3,98 мільярдів щоденного глобального обороту, на торгах в Лондоні пораховано $ 1,85 мільярди, або 36,7 % від загальної суми. Фунт стерлінгів, валюта Великої Британії, займає четверте місце в світі по купівельному і третє по використанню як резервної валюти.
У 1991 році, у декількох милях на схід від Сіті було побудовано Кенері-Ворф, який став ще одним центром фінансових послуг Лондона. Там розташовано багато банків та інших установ, що раніше розташовувалися в межах Сіті. Хоча і Сіті і Кенері-Уорф потужно розвиваються, Корпорація Сіті прийшла до висновку, що її політика може змусити деякі компанії віддати перевагу конкурентам як майданчика для контори.

### Штаб-квартири

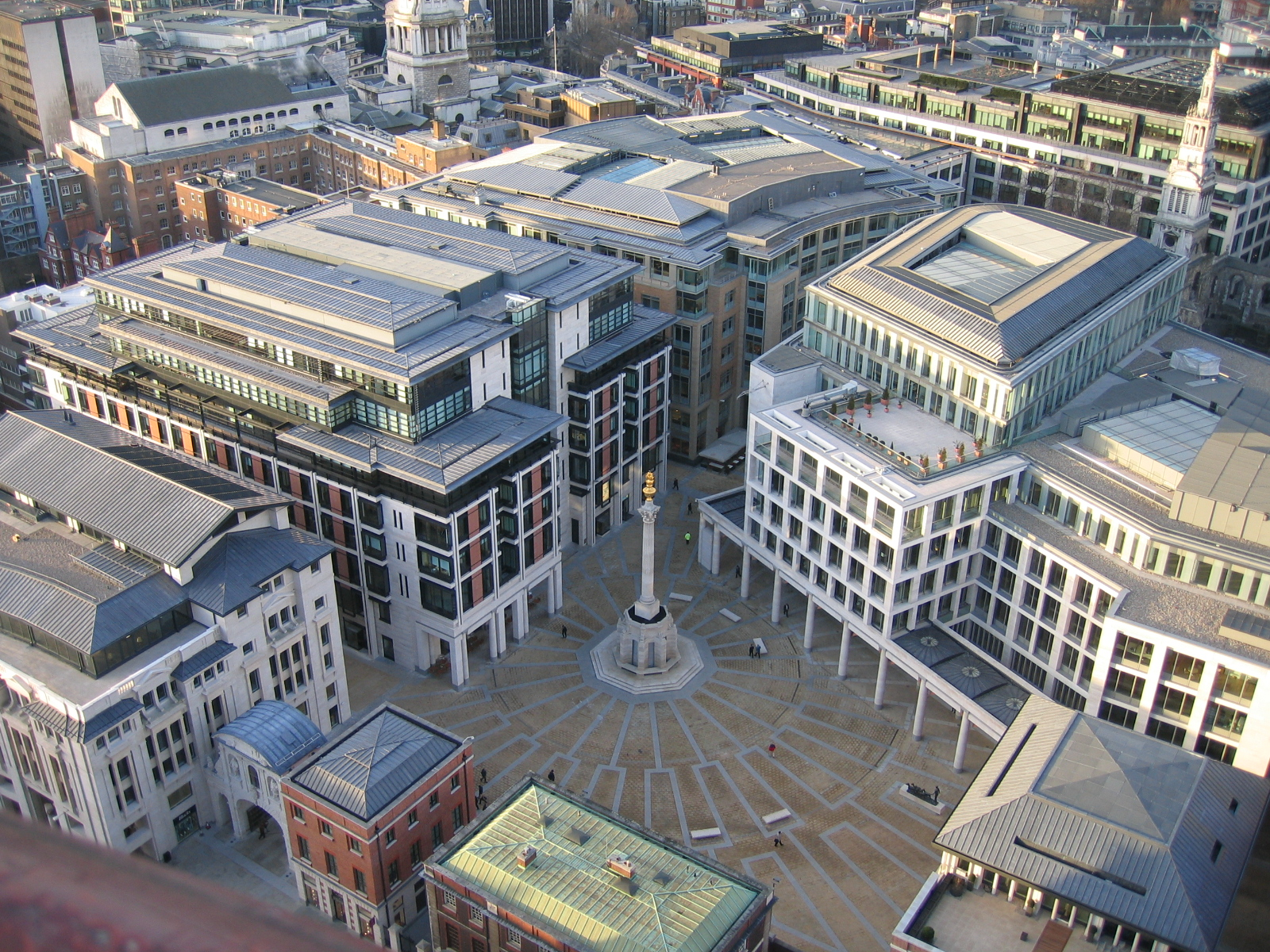
Патерностер-сквер — місцезнаходження Лондонської фондової біржі

У Сіті розташовані штаб-квартири багатьох світових компаній, включаючи Aviva, BT Group, Lloyds Banking Group, Old Mutual, Prudential, Standard Chartered, та Unilever.
У Сіті розташовані штаб-квартири ряду найбільших світових юридичних фірм, серед них Allen & Overy, Freshfields Bruckhaus Deringer, DLA Piper, Hogan Lovells, Linklaters, Eversheds та Slaughter and May.

## Архітектура
Поряд із Саутерком та Вестмінстером лондонський Сіті є одним з трьох центрів, з яких сформувався Лондон. З Саутворком його з'єднує мальовничий Тауерський міст, а з Вестмінстером — вулиця Фліт-стріт, за межами міського муру (точніше, Темпл-Бар, «застави Темпла») переходить в Стренд. Про середньовічний період історії Сіті нагадує Лондонський Тауер — пам'ятник Всесвітньої спадщини.
До 80 відсотків історичної забудови Сіті було знищено Великою лондонською пожежею (1666), після чого основні будівлі, включаючи і міський собор Святого Павла, були відбудовані заново під керівництвом архітектора Крістофера Рена.
Пожежа, бомбардування та повоєнна перебудова призвели до того, що в Сіті залишилося досить мало незайманих історичних будівель. До наших днів дійшли такі, як Монумент в пам'ять про Велику лондонську пожежу («монумент»), Собор Святого Павла, Гуїдхолл, Королівська біржа, Меншин-хаус та безліч церков, побудованих Крістофером Реном, творцем собору Святого Павла. Неподалік від Лондонського Тауера можна побачити залишки Римських мурів. Архітектурні об'єкти привертають в Сіті туристів, археологів та дослідників.
Для архітектурного вигляду Сіті характерні різкі контрасти пам'яток старовини (особливо реновського класицизму) з ультрасучасними будівлями, такими, як хмарочос Мері-Екс.

Вигляд на схід із мосту Ватерлоо.

### Хмарочоси

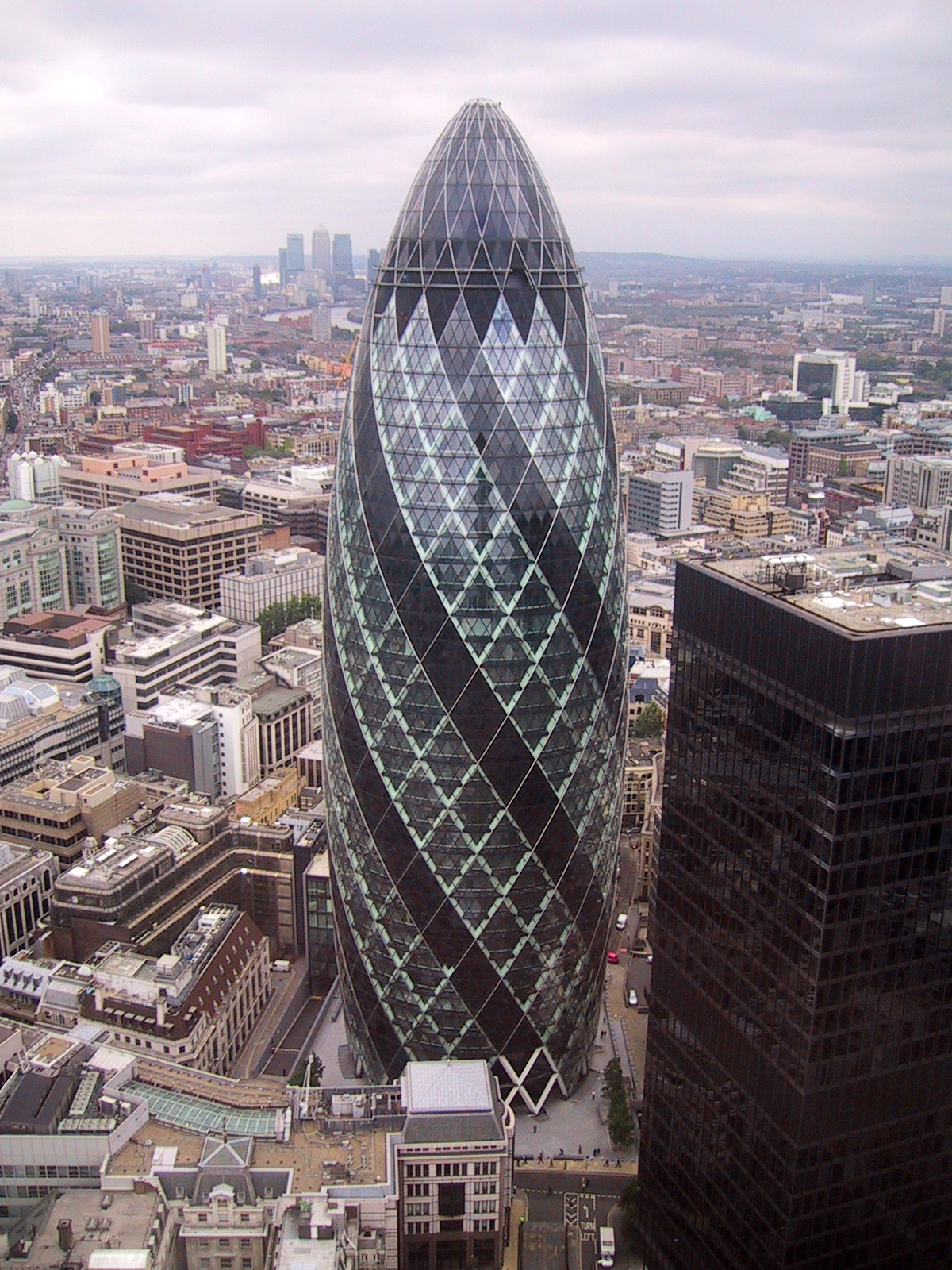
Хмарочос Мері-Екс, відомий також як «огірок».

#### Побудовані
Кількість високих будівель і хмарочосів Сіті, в основному розташовані у фінансовому секторі, зростає. В основному хмарочоси зосереджені у східній частині Сіті, яку прийнято вважати його фінансовим ядром. На півночі є три висотних житлових будинки та комерційна вежа CitiPoint. 13 найвищих побудованих хмарочосів (понад 100 метрів) на початок XXI сторіччя:
| №  | Назва будівлі        | Зображення | Висота в метрах | Поверховість | Рік будівництва | Примітка                                                                                           |
| 1  | Leadenhall Building  |            | 225             | 46           | 2014            | |
| 2  | Heron Tower          |            | 202             | 46           | 2011            | |
| 3  | Tower 42             |            | 183             | 47           | 1980            | Також відома як NatWest Tower. Найвища будівля, побудована в Лондоні в 1980-х роках.               |
| 4  | Сент-Мері Екс 30     |            | 180             | 40           | 2003            | Також відома як Swiss Re building або Gherkin.                                                     |
| 5  | Broadgate Tower      |            | 161             | 35           | 2008            | .                                                                                                  |
| 6  | CityPoint            |            | 127             | 36           | 1967            | [ 56 ] [ 57 ]                                                                                      |
| 7  | Willis Building      |            | 125             | 26           | 2007            | [ 58 ] [ 59 ]                                                                                      |
| 8= | Cromwell Tower       |            | 123             | 42           | 1973            | [ 60 ] [ 61 ]                                                                                      |
| 8= | Lauderdale Tower     |            | 123             | 43           | 1974            | [ 62 ] [ 63 ]                                                                                      |
| 8= | Shakespeare Tower    |            | 123             | 43           | 1976            | [ 64 ] [ 65 ]                                                                                      |
| 9  | Aviva Tower          |            | 118             | 28           | 1969            | На середину 2010-х має назву St. Helen's.                                                          |
| 10 | Собор Святого Павла  |            | 111             | N/A          | 1710            | Найвища релігійна споруда у Лондоні. Була найвищою будівлею, побудованим у Лондоні в 1700-х роках. |
| 11 | 99 Bishopsgate       |            | 104             | 26           | 1976            | [ 70 ] [ 71 ]                                                                                      |
| 12 | Stock Exchange Tower |            | 100             | 27           | 1970            | Реконструйовано У 2007 році.                                                                       |

#### Хронологія найвищих будівель та споруд

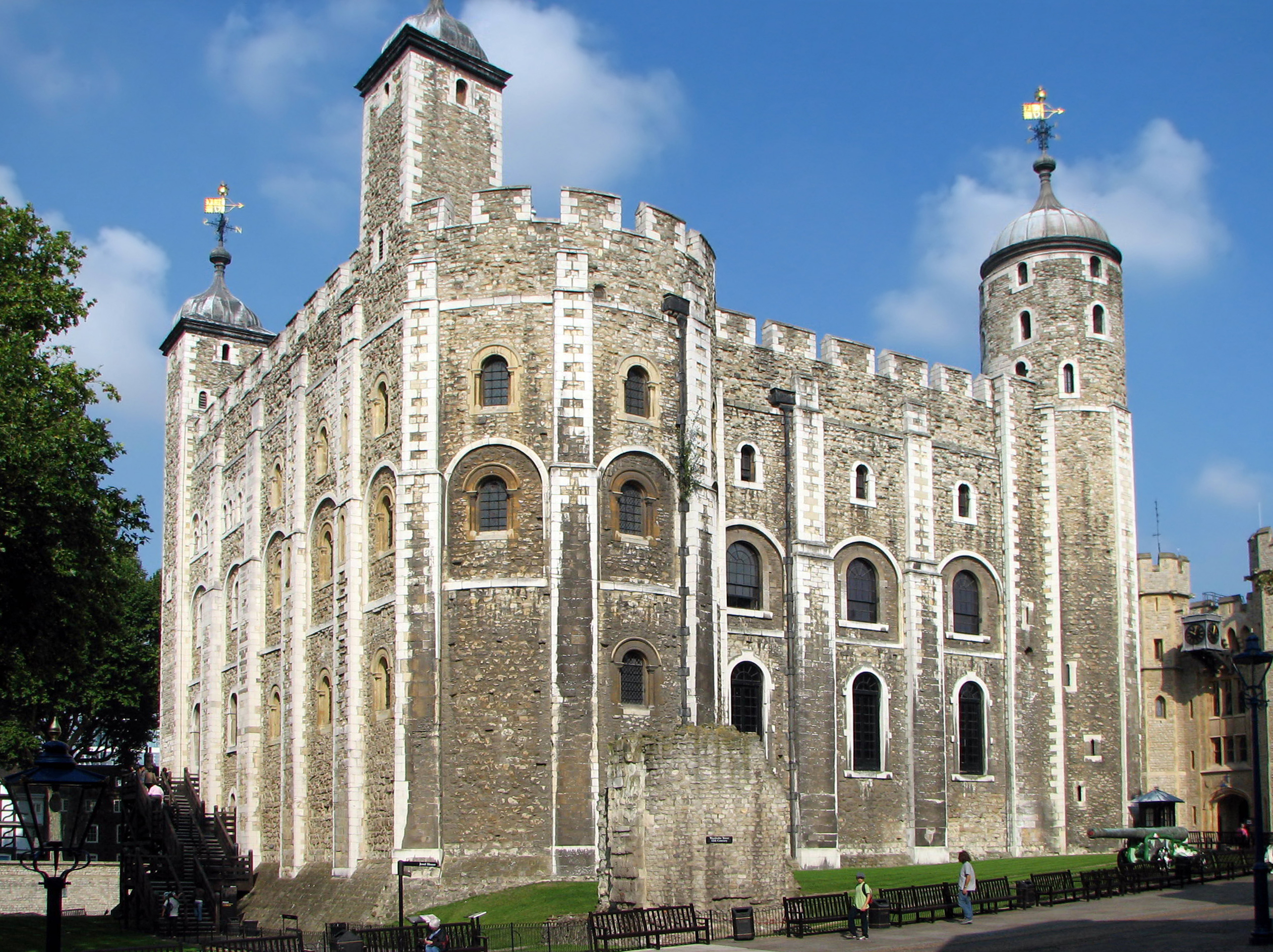
Біла вежа Тауеру була найвищою спорудою в Лондоні з 1098 по 1310 рік

| Назва будівля                                   | Період          | Висота в метрах | Поверховість | Прим.  |
| Біла вежа                                       | 1098—1310       | 27              | —            | [ 74 ] |
| Старий Кафедральний собор Святого Павла[A]      | 1310—1666       | 150[B]          | —            | [ 75 ] |
| Саутваркський собор                             | 1666—1677       | 50              | —            | [ 76 ] |
| Монумент в пам'ять о Великій лондонській пожежі | 1677—1683       | 62              | —            | [ 77 ] |
| Сент-Мері-ле-Боу                                | 1683—1710       | 72              | —            | [ 78 ] |
| Собор Святого Павла                             | 1710—1962       | 111             | —            | [ 69 ] |
| CityPoint                                       | 1967—1980       | 122             | 35           |        |
| Tower 42                                        | 1980—2010       | 183             | 47           |        |
| Heron Tower                                     | 2010—сьогодення | 202             | 46           |        |

## Транспорт

### Рейковий
Сім з одинадцяти ліній лондонського метрополітену прямують під Сіті, та одинадцять станцій метро.
Дві станції Доклендське легке метро є у Сіті: Бенк-енд-Моньюмент та Тауер-Гейтвей.
Три станції далекого прямування: Ліверпуль-стріт (потяги в основному до Ессексу та Східної Англії, включаючи Аеропорт Саутенд), Фенчерч-стріт (потяги до Східного Лондона та Південного Ессексу) та Кеннон-стріт (потяги на південь).
Моргейт — кінцевий пункт для приміських потягів з Гертфордшира, а два наскрізні маршрути прямують переважно під землею уздовж головних осей:
- Північ — південь. Сіті-Темзлінк (північ) і Блекфріарс (південь) розташовані на залізниці Thameslink, потяги прямують від Бедфорда до Брайтона, також до станції Сент-Панкрас терміналу Eurostar, аеропортів Лондон-Гатвік та Лондон-Лутон.
- Схід — Захід: Crossrail обслуговує станції Фаррінгдон, Моргейт та Ліверпуль-стріт.

Північна лінія сполучає з двома іншими головними залізничними станціями, Юстон та Ватерлоо) остання також має пряме сполучення з Сіті через Лінія Ватерлоо-енд-Сіті.

### Автострада
У Сіті мають початок національні автостради A1, A10, A3, A4 та A40. Сіті розташовано у зоні Протизаторний збір в Лондоні, за винятком невеликої секції A1210 / A1211, які є частиною внутрішньої кільцевої дороги. Наведені мости, перелічені із заходу на схід (за течією), перетинають річку Темза: міст Блекфріарс, залізничний міст Блекфріарс, Міст Міленіум (пішохідний міст), Саутваркський, залізничний міст Кеннон-стріт та Лондонський міст; Тауерський міст розташований не в Сіті. Сіті, як і більшість центральних районів Лондона, добре обслуговується автобусами, включаючи нічні автобуси. Два автовокзали розташовані в Сіті, Олдгейт на східній межі з Тауер-Гамлетс та Ліверпуль-стріт біля залізничної станції. У Сіті є 20 пунктів прокату велосипедів London Cycle Network

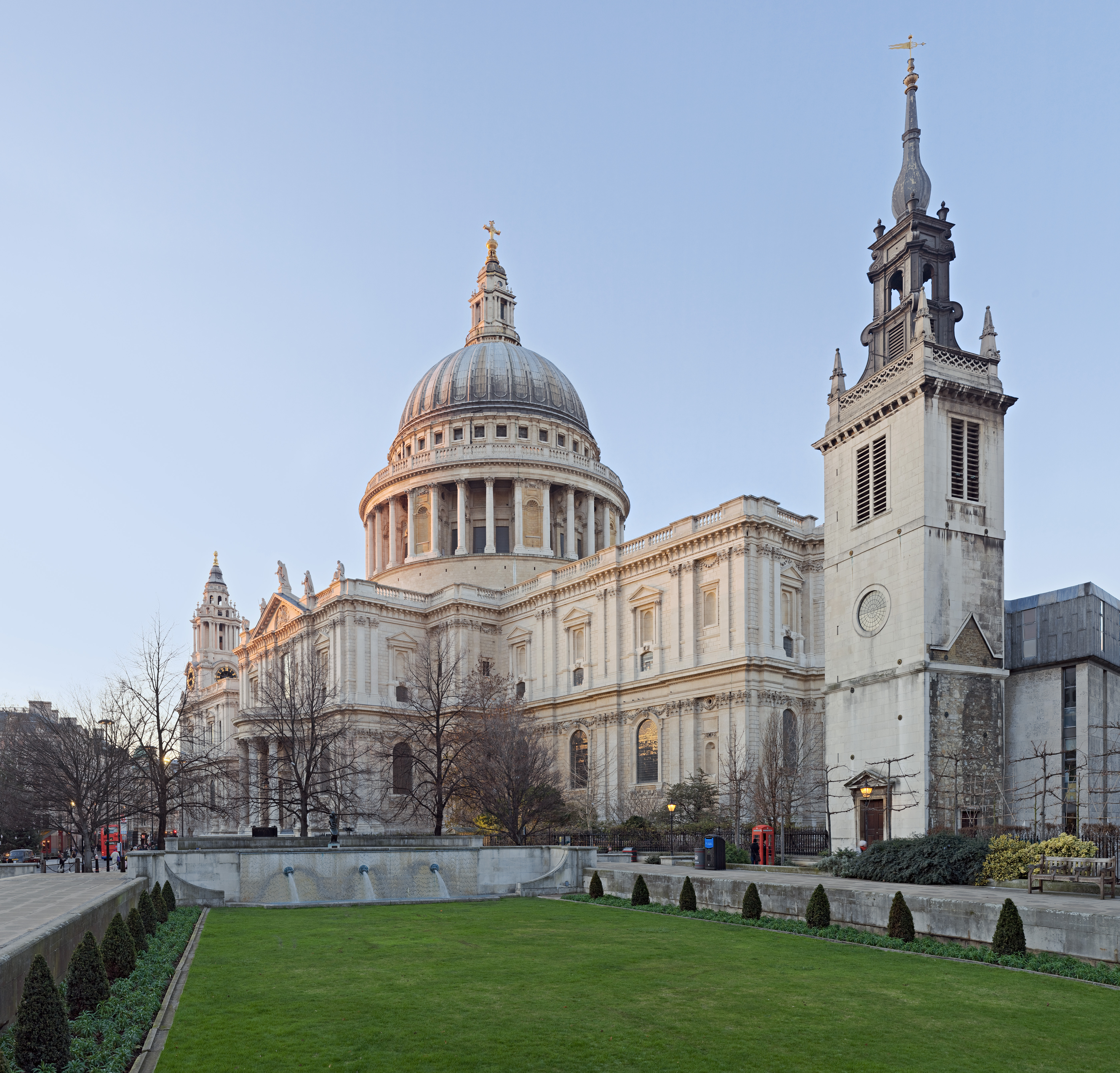
Собор Святого Павла
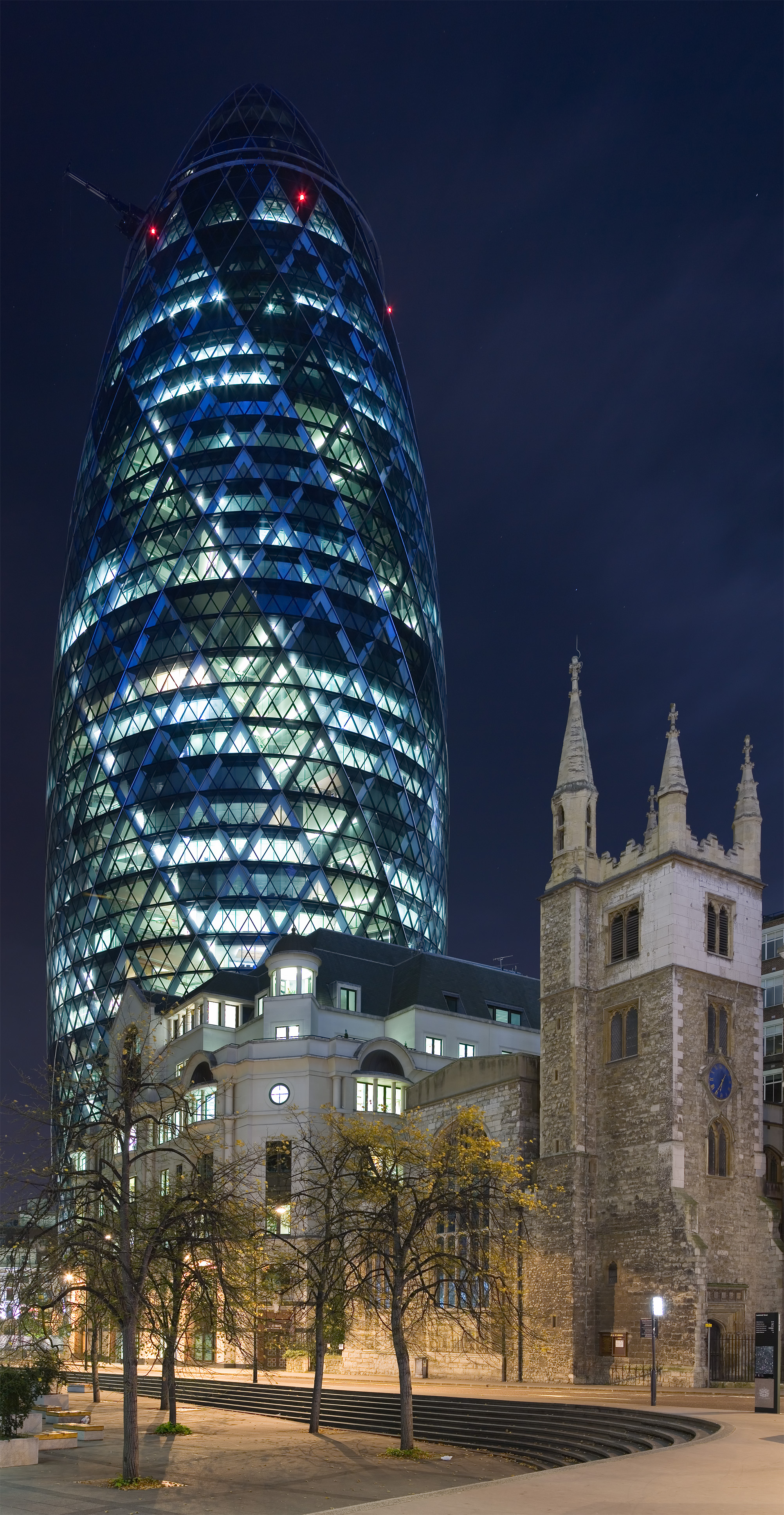
Хмарочос Сент-Мері Екс 30
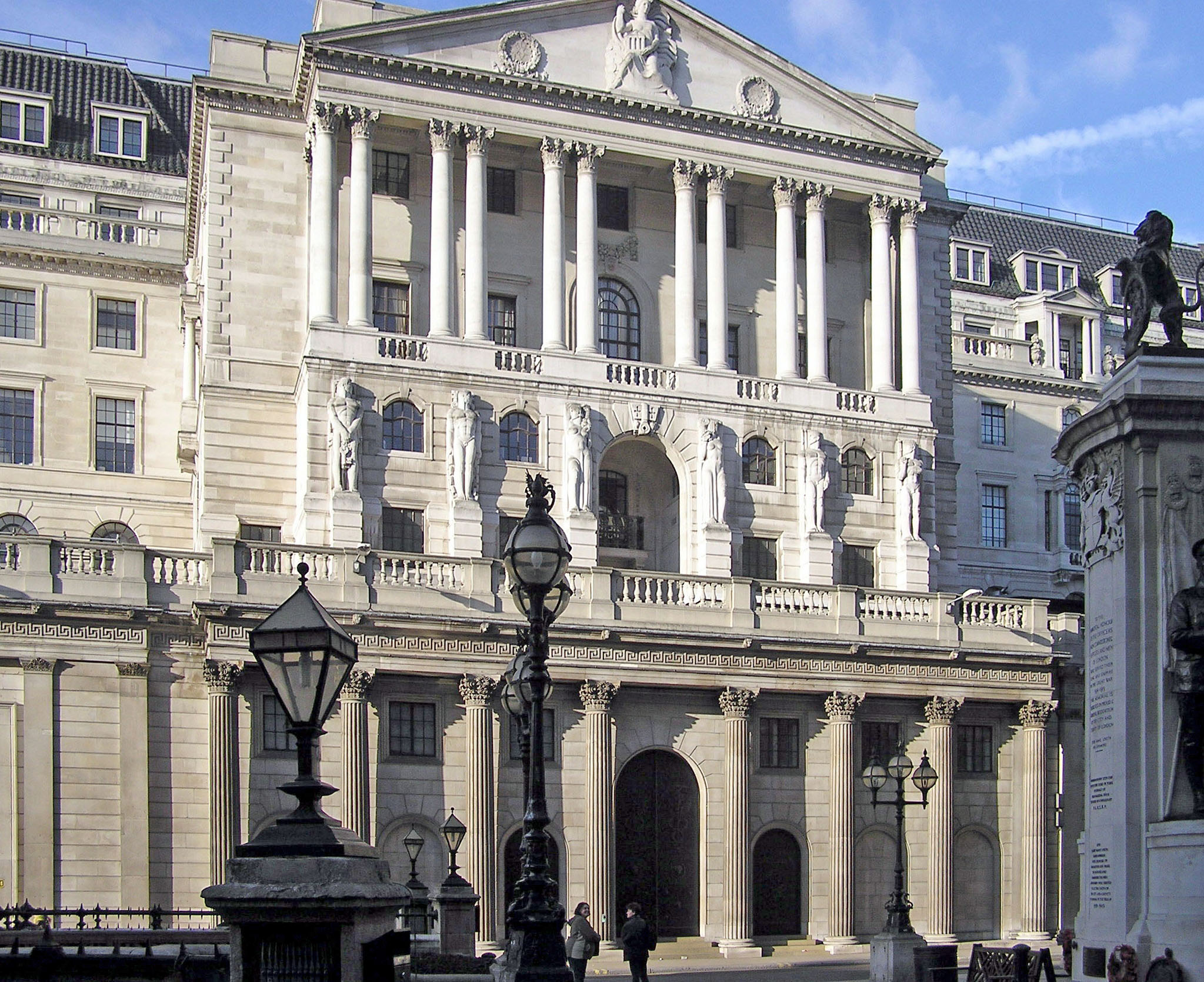
Банк Англії
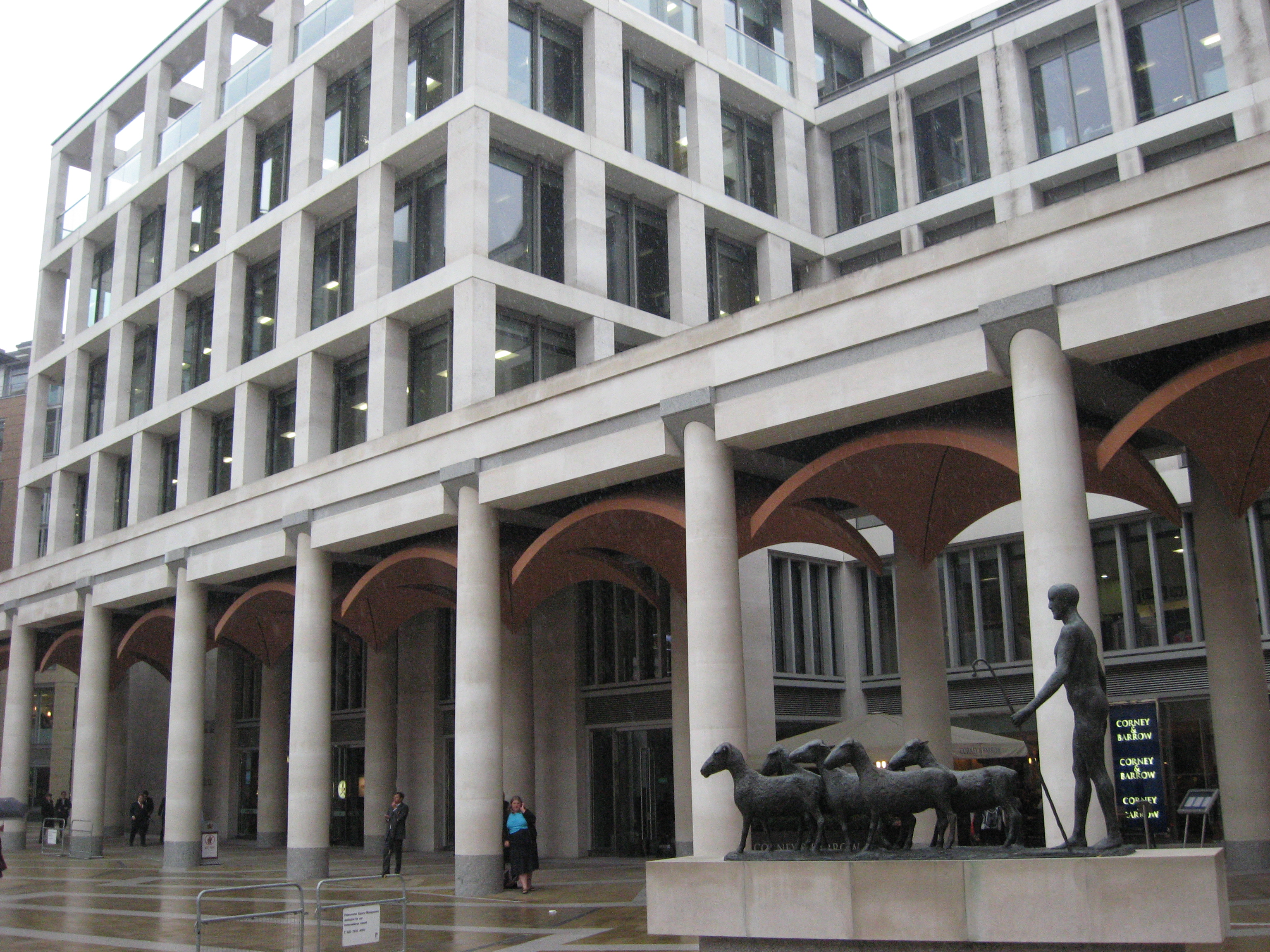
Лондонська фондова біржа